# Acme (Alberta)
Pour les articles homonymes, voir Acme.
Acme  est un village du Sud de l'Alberta, à 83 km de Calgary. Il s'agit du premier village à être incorporé dans le comté de Kneehill.

## Démographie
| 2001 | 2006 | 2011 | 2016 |
| ---- | ---- | ---- | ---- |
| 648  | 656  | 653  | 653  |

## Climat
| Mois                                  | jan.       | fév.       | mars      | avril      | mai       | juin      | jui.      | août      | sep.      | oct.       | nov.       | déc.      | année      |
| ------------------------------------- | ---------- | ---------- | --------- | ---------- | --------- | --------- | --------- | --------- | --------- | ---------- | ---------- | --------- | ---------- |
| Température minimale moyenne (°C)     | −19,2      | −14,5      | −10       | −2,8       | 3         | 7,4       | 9,3       | 8,3       | 3,7       | −1,6       | −9,6       | −16,2     | −3,5       |
| Température moyenne (°C)              | −13,9      | −9         | −4,2      | 4          | 10,3      | 14,6      | 16,8      | 16,2      | 11,1      | 5,7        | −3,7       | −10,7     | 3,1        |
| Température maximale moyenne (°C)     | −8,7       | −3,6       | 1,4       | 10,7       | 17,5      | 21,7      | 24,3      | 24,1      | 18,4      | 13         | 2,1        | −5,4      | 9,6        |
| Record de froid (°C) date du record   | −43,3 1972 | −37,8 1975 | −35 1962  | −21,1 1975 | −10 1968  | −2,8 1969 | −0,6 1971 | −1,5 1980 | −8,3 1974 | −20,6 1969 | −32,8 1975 | −42 1977  | −43,3 1972 |
| Record de chaleur (°C) date du record | 13,9 1968  | 16,1 1968  | 23,9 1966 | 30 1977    | 30,6 1972 | 34,4 1970 | 36,5 1979 | 36,1 1971 | 36,7 1967 | 31 1980    | 23,3 1975  | 14,4 1962 | 36,7 1967  |
| Précipitations (mm)                   |            |            | 22,3      | 28,3       | 54,3      | 69,4      | 59        |           | 45,3      | 18         | 22,9       |           |            |
| dont neige (cm)                       |            |            | 20,8      | 13,1       | 1,6       | 0         | 0         | 0         | 3,3       | 8          | 21,3       |           |            |
| Nombre de jours avec précipitations   |            |            | 5         | 6          | 10        | 11        | 12        | 9         | 9         | 5          | 5          |           |            |
| Nombre de jours avec neige            |            |            | 5         | 3          | 0         | 0         | 0         | 0         | 0         | 2          | 4          |           |            |

## Économie
Elle repose principalement sur l'agriculture (élevage et culture céréalière), le pétrole et le gaz naturel.